# Republika Sławkowska

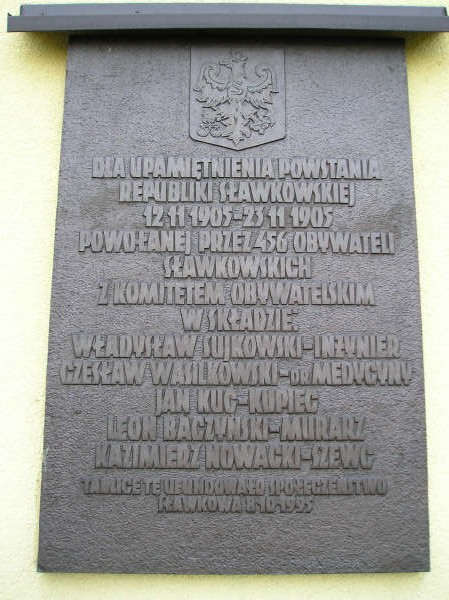
Tablica upamiętniająca Republikę Sławkowską na ratuszu w Sławkowie

Republika Sławkowska – publicystyczne określenie formy samoorganizacji gminnej obywateli Sławkowa w Zagłębiu Dąbrowskim podczas rewolucji 1905 roku. Istniała od 12 listopada do 23 listopada 1905.

## Historia powstania i przebieg
Bezpośrednim powodem powstania Republiki Sławkowskiej było ogłoszenie przez cara Mikołaja II manifestu z 30 października 1905, zapowiadającego likwidację samodzierżawia i ustanowienie w Rosji monarchii konstytucyjnej. Inicjatorem jej powołania był naczelnik Straży Ogniowej Ochotniczej inż. Władysław Sujkowski, z którego inicjatywy w dniu 12 listopada 1905 zwołano zgromadzenie mieszkańców Sławkowa. Na zgromadzeniu tym Władysław Sujkowski przedstawił tekst przygotowanej wcześniej uchwały, która została następnie przyjęta w głosowaniu przez ogół zebranych. W uchwale mieszkańcy Sławkowa zażądali od cara wprowadzenia w Królestwie Polskim polskiej administracji i samorządu. Do tego czasu, w celu „przywrócenia porządku” wprowadzono w gminie język polski jako jedynie obowiązujący w urzędzie gminy, sądzie i szkole. Na mocy uchwały utworzono złożony z pięciu osób tymczasowy Komitet Obywatelski, którego zadaniem miało być wprowadzanie w życie uchwał zgromadzenia gminnego. Wójtowi polecono posługiwanie się pieczęcią sporządzoną wyłącznie w języku polskim. Miał on również w porozumieniu z Komitetem Obywatelskim zorganizować Straż Obywatelską, czuwającą nad bezpieczeństwem mieszkańców i podróżnych. Na wykonanie tymczasowych zarządzeń przyznano wójtowi kwotę 500 rubli. Uchwała podpisana została przez 456 osób, a jej odpis przesłano do wiadomości naczelnikowi okręgu olkuskiego Michałowi Łabudzińskiemu. Ten jednak, widząc kopertę zaadresowaną w języku polskim, nie pozwolił jej otworzyć, przez co władze carskie same pozbawiły się informacji o bieżącej sytuacji w Sławkowie. W osadzie tymczasem pozmieniano na polskie wszystkie nazwy ulic oraz sklepów (z wyjątkiem sklepu monopolowego) i wyrzucono ze szkoły żeńskiej rosyjską nauczycielkę. 23 listopada 1905 z rozkazu naczelnika Straży Ziemskiej Powiatu Olkuskiego Leonida Andrejewa, aresztowany został przywódca Republiki Sławkowskiej inż. Władysław Sujkowski. 24 listopada 1905 przybył do Sławkowa i przywrócił tu „porządek” szwadron 41. Jamburskiego Pułku Dragonów, dowodzony przez rotmistrza Konstantego Mikiszewa. Petersburska Agencja Telegraficzna w depeszy z 25 listopada 1905 informowała: „Osada Sławków w powiecie olkuskim była przez 12 dni w ręku rewolucjonistów. Mieszkańcy osady, za namową inżyniera Sujkowskiego, utworzyli dla zawiadywania sprawami publicznymi komitet, który ustanowił milicję, zniszczył portrety Ich Carskich Mości w kancelarii urzędu gminnego, zamknął szkołę, zaprowadził w urzędzie gminnym korespondencję w języku polskim. Posłani tam dragoni przywrócili porządek. Sujkowskiego aresztowano”.

## Stosunek do Republiki Zagłębiowskiej
Republika Sławkowska uważana jest niekiedy błędnie za przedłużenie Republiki Zagłębiowskiej. Pogląd taki nie odpowiada jednak prawdzie, gdyż zasadniczo różny był charakter obu tych republik. Podczas kiedy wydarzenia Republiki Zagłębiowskiej nosiły charakter zrywu rewolucyjnego, Republika Sławkowska zachowywała pozory legalności, powołując jako swą podstawę – interpretowany co prawda w bardzo szczególny sposób – manifest carski z 30 października 1905. Nie kierowała się ona otwarcie przeciwko władzy caratu, a zniszczenie portretów Ich Cesarskich Mości, o którym pisano w depeszy rosyjskiej agencji telegraficznej, wiązać należy z nieco wcześniejszymi wydarzeniami Republiki Zagłębiowskiej.